# Famille Cicogna
 (mai 2015).
La famille Cicogna (ou Cigogna) est une des plus anciennes de Venise et une des premières à s'y établir. Elle ne fut cependant agrégée à la noblesse qu'en 1381 lors de la guerre de Candie avec son chef de famille, Marco Cigogna, qui s'y était illustré.

## Personnalités
- Pasqual Cicogna, gouverneur de Candie, élu doge de Venise en 1585 ;

## Armes

Les armes des Cicogna.

Les armes de la famille Cicogna se composent d'une cigogne d'argent en champ d'azur.